# مقام البيات

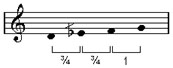

مقام البيات أو بياتي هو مقام موسيقي، وأحد أكثر المقامات استخدامًا في الموسيقى الشرقية، وهو اصطلاح في الموسيقى العربية تُعرف به هيئة لحنية لجماعة نغم، في المنطقة الوسطى، تستقر على نغمة «دوكاه»، وهي مطلق الوتر الثالث في العود.
ومقام البيات هو المقام الثاني من حيث الاستعمال في الموسيقى الكردية بعد مقام الراست، وهو المقام الصغير الهابط الصغير المشتق من المقام الوسط، يجمع بين الشجن والرقة والحزن والفرح، وهو من أكثر المقامات استعمالًا في الموسيقى الكردية، حيث عزف به أكبر الموسيقيين الكرد مثل «سليم جزراوي».
يبدأ مقام البيات من درجة الرى وينتهي بدرجة الرى جواب وعلاماته هي ري - مي نصف بيمول - فا - صول - لا - سي بيمول - دو - ري، وقد يكتب (بيات أو بياتي) في بعض المراجع. وقد اشتهر بكونه مقام فرح وطرب، تتمايل له رؤوس السامعين.

## الظهور التاريخي
أغلب التوثيقات والكتابات القديمة تشير لظهور المقام أولا في الملاحم الكردية القديمة (منطقة شرق تركيا حاليا) وهذا هو التفسير الأكثر منطقية لسيطرة المقام على غالبية الفن الكردي وتميز الأكراد به حتى اليوم.[بحاجة لمصدر]

## طبيعة المقام
البياتي هو مقام واسع ومعطاء وقابل للتشكل، يعطي الملحن فرصًا كثيرة للتلحين والإنتاج، كما أنه متقلب المزاج، فهو يمكن أن يكون هادئًا وذو شجون ويأخذك بعيدًا في خيالاتك وأحلامك متى ما كانت ألحانه ناعسة وإيقاعه بطيء، لكنه قد يكون حَرِكًا مطربًا إذا جاءت ألحانه مقلوبة وعلى إيقاع سريع. في جميع الحالات يبقى البياتي مقام الشوق والحب والعتب، ويحمل إحساس النداء والانتظار واللهفة.
البياتي هو مثل مقام الراست ومقام الصبا، مقام شرقي أصيل لا يمكن عزفه بالآلات الغربية كالبيانو والجيتار ونحوها.
وكانت آلة “الربابة” المنتشرة قديماً في الجزيرة العربية لا تعزف إلا على مقام البياتي فقط.
البياتي هو المقام الأكثر استخدامًا في الأغاني الكردية اليوم، حتى يكاد يصبح سمة تميز الأغاني الكردية عن غيرها.

## أجناس المقام
- الجنس الأصلي: جنس بياتي على درجة الدّوكاه.
- الجنس الفرعي: جنس كرد على درجة الحسيني.
- يندرج تحت مقام البياتي أجناس أخرى مثل مقام عشّاق والحسيني، كما أن البيات قد يتقاطع مع مقامات أخرى مثلما تتقاطع هي معه بطبيعة الحال.

## علامات المقام
- إذا كان المقام يرتكز على نغمة الري، فتكون تحويلاته كالآتي: ري - مي نصف بيمول - فا - صول - لا - سي بيمول - دو - ري
- اما إذا كان يرتكز على نغمة الدو فتكون تحويلاته كالتالي: دو - ري نصف بيمول - مي بيمول - فا -صول - لا بيمول - سي بيمول - دو

## أغاني على مقام البيات
أغاني على مقام البيات 
- القلب يعشق كل جميل - أم كلثوم.
- هذه ليلتي - أم كلثوم.
- حب ايه - أم كلثوم.
- ست الحبايب - محمد عبد الوهاب.
- يا جارة الوادي - محمد عبد الوهاب.
- كل ده كان ليه - محمد عبد الوهاب.
- هان الود - محمد عبد الوهاب.
- تغير الوقت - احلام.
- أكثر من أول - احلام.
- دقوا المزاهر - فريد الأطرش.
- الحياة حلوة - فريد الأطرش.
- لاكتب على أوراق الشجر- فريد الأطرش.
- يا كرم العلالي - فيروز.
- سألوني الناس - فيروز.
- سلملي عليه - فيروز.
- على الدلعونا - تراث.
- ابعتذر - محمد عبده.
- الرسايل - محمد عبده.
- بحر العيون - محمد عبده.
- ابعثلي جواب - صباح فخري.
- القراصية - صباح فخري.
- رمشة عينك - وديع الصافي.
- فوق سطوح ضيعتنا -وديع الصافي.
- كل العواذل - عبادي الجوهر.
- جانا الهوى - عبد الحليم حافظ.
- كتبنا بالدم الغالي - أبو عبد الملك.
- الدموع - نوال الكويتية.
- أنت طيب - نوال الكويتية.
- أحبك لو تكون حاضر - طلال مداح.
- حبيبتي ردي سلامي - محمد عبده.
- ليلة خميس - محمد عبده.
- تقوى الهجر - خالد عبد الرحمن.
- سنة عن سنة - فيروز.
- مقادير - طلال مداح.
- ع العين موليتين - سميرة توفيق
- ست الحبايب محمد عبد الوهاب
- عيون الفلب نجاة الصغيرة
- ياعيني عل الصبر وديع الصافي
- دار يادار وديع الصافي
- قلولي هان الود محمد عبد الوهاب
- زينة زينة فريد الأطرش